# The Ultimate Fighter: American Top Team vs. Blackzilians
The Ultimate Fighter: American Top Team vs. Blackzilians (também conhecido como The Ultimate Fighter 21) é a vigésima-primeira edição do reality show produzido pelo Ultimate Fighting Championship (UFC) The Ultimate Fighter. Essa temporada é a primeira a contar com o tema de ginásio vs. ginásio.
A temporada foi anunciada oficialmente pelo UFC em 28 de Fevereiro de 2015. Pela primeira vez, o reality do UFC contará com o formato de dois famosos ginásios - American Top Team e Blackzilians - lutando um contra o outro. A temporada foi filmada no Sul da Flórida, onde estão os dois centros de treinamento, e os competidores irão lutar no peso meio médio. Uma quantidade de $500,000 será gasto na temporada ao todo baseado em vitórias e derrotas para o ginásio vencedor.
Dan Lambert lidera a equipe da ATT, e o rival Glenn Robinson lidera a Blackzilians. A série destaca a rivalidade entre os dois times, que se desenvolveu em 2011 após um grupo de lutadores da ATT deixarem a academia e começaram seu próprio centro de treinamento com Robinson, que é o proprietário da equipe, mas não o treinador. Os dois ginásios são localizados a 20 minutos de distância. As equipes serão formadas por oito promessas no peso meio médio de cada ginásio. Os 16 irão dividir uma casa na área de Miami/Fort Lauderdale. Mas ao invés de dividirem um centro de treinamento, os atletas irão treinar com seu treinadores em seus próprios ginásios.
As lutas acontecerão na American Top Team em Coconut Creek e na Blackzilians' Jaco Hybrid Training Center em Boca Raton. O lutador que vencer irá garantir para seu time o controle para a próxima luta. Os oponentes não serão revelados antes da primeira pesagem.

## Elenco

### Equipes
| American Top Team - Dan Lambert, Proprietário do Ginásio - Ricardo Liborio - Conan Silveira - Mike Brown - Din Thomas - Robbie Lawler | Blackzilians - Glenn Robinson, Proprietário do Ginásio - Jorge Santiago - Greg Jones - Gesias Cavalcante - Rashad Evans - Tyrone Spong - Michael Johnson |

### Lutadores
- American Top Team
  - Marcelo Alfaya, Steve Carl, Nathan Coy, Michael Graves, Hayder Hassan, Sabah Homasi, Uros Jurisic, Steve Montgomery.

- Blackzilians
  - Valdir Araújo, Carrington Banks, Luiz Firmino, Jason Jackson, Vicente Luque, Andrews Nakahara, Felipe Portela, Kamaru Usman.

## Episódios
Episódio 1: Rumble in South Florida (22 de Abril de 2015)
- Pela primeira vez o The Ultimate Fighter será gravado fora de Las Vegas, dessa vez será no Sul da Flórida. Ambos ginásios, American Top Team e Blackzilians, são apresentados, assim como seus proprietários. Ambos contaram sua histórias sobre o início de suas academiar, incluindo a formação da Blackzilians, como alguns lutadores da ATT perceberam um ginásio a ser criado.
- Dana White comenta o fato de cada um dos proprietários escolher um lutador mas seu oponente não seria revelado antes da pesagem. Haverá 12 lutas no primeiro round e um lutador pode lutar três vezes ou nenhuma. Ele também explica o formato da competição da temporada: as primeiras 4 lutas valerão 25 pontos cada, as próximas 4 lutas 50 pontos cada e as 4 últimas lutas valerão 100 pontos cada. A equipe com mais pontos no fim das 12 lutas irá ganhar $200 000. Após isso, eles vão para a finale. Para um lutador ser elegível ele deverá ter lutado pelo menos duas vezes durante a temporada (12 lutas). O lutador vencedor leva $300 000 para sua academia.
- Cada ginásio apresenta seus lutadores escolhidos para o torneio.
- As equipes chegam a mansão em barcos e são recebidos por White. Ele joga a moeda com as cores de cada equipe para determinar o ginásio que irá sediar a primeira luta, lembrando-lhes que o vencedor de cada luta obtém a vantagem de sediar a luta em seu ginásio. A Blackzilians vence o sorteio.
- Dan Lambert explica aos lutadores da ATT todos os aspectos da temporada.
- Glenn Robinson hospeda os Blackzilians em sua casa e assistem seu companheiro de equipe Anthony Johnson derrotar Alexander Gustafsson no evento principal do UFC on Fox: Gustafsson vs. Johnson.
- A ATT escolhe Michael Graves para a primeira luta. Blackzlians escolhe Kamaru Usman. Depois, ambos lutadores batem o peso com sucesso.
- Kamaru Usman derrotou Michael Graves por decisão majoritária (20-18, 20-18 e 19-19) após dois rounds. Após a luta, Hayder Hassan desafia Usman para uma luta.

Episódio 2: Owner vs. Owner (29 de Abril de 2015)
- Michael Graves expressa sua frustração com sua derrota e também sua opinião que deu à Blackzilians a oportunidade de ganhar confiança. Seus companheiros de time falam sobre o fato de que eles todos já enfrentaram derrotas antes e Graves nunca havia. Por causa disso, Steve Carl acredita que se companheiro agora terá menos pressão sobre os ombros. Graves é apoiado por Nathan Coy e Hayder Hassan, que dizem estar motivados para derrotar seus oponentes.
- Hassan tenta trabalhar o jogo mental de Kamaru Usman, mas ele não quer isso. Depois, ambos lutadores comentam a situação com seus companheiros de equipe.
- Após analisar diversas opções, a ATT escolhe Jurisic. A Blackzilians também considera diversas opções, escolhendo Buscapé.
- Durante a seção de treinamento no ginásio da casa dos lutadores, Usman fica frustrado e com raiva de Jason Jackson. Ele deixa o treino mostrando sua raiva, mas depois se acalma e pede desculpas a Jackson.
- Ambos lutadores batem o peso e após isso, Dan Lambert e Glenn Robinson trocam palavras exaltadas após um confronto.
- Luiz Buscapé derrotou Uros Jurisic por decisão unânime (20-18, 20-18 e 20-18) após dois rounds.

Episódio 3: Settling the Score (6 de Maio de 2015)
- Valdir Araújo se queixa de uma garrafa de vinho roubada. Ele acredita que alguém da ATT a levou, mas todos negaram. No entanto, Graves confirma a Coy em um jogo de poker que havia bebido o vinho mais cedo. Carl comenta que seu companheiro de equipe vem fazendo coisas deliberadas desde sua derrota na primeira luta.
- Após analisar suas opções, a ATT acredita que é hora de mudar o jogo usando seus veteranos e escolheram o ex-Campeão Meio Médio do WSOF Steve Carl.
- A Blackzilians analisa seus treinos e recuperação para decidir sua próxima escolha. Após considerar esses aspectos e sua experiência, eles escolhem Valdir Araújo.
- Sabah Homasi fala para Steve Montgomery sobre as acusações de Araújo dias antes e Graves não admite ser o culpado por beber o vinho. Ambos acreditam que Graves está tendo um momento de fraqueza e ele precisa se reerguer.
- Durante a pesagem, Carl pesou 171.75 lbs na sua primeira tentativa e teria que bater 171 em uma hora. Ele vai ao vestiário da Blackzilians para usar a saúna e Michael Johnson não gosta do fato de eles estarem ajudando seus rivais. Tyrone Spong não sabia disso e não gostou disso também. Ele discute a questão com o representante da comissão atlética e depois entra no vestiário para confrontar a ATT. Spong e Johnson demanda que Carl e a ATT deixe o vestiário. Coy e Lambert discutem com ele sobre deixar Carl ficar, como eles fariam em caso oposto. Spong diz que não tem regras sobre isso e Coy menciona que eles vão ficar até Carl cortar o peso restante, o que leva a um confronto acalorado entre os dois. Enfim, Carl pesa 170 lbs.
- Valdir Araújo derrotou Steve Carl por finalização (guilhotina) no segundo round.

Episódio 4: Boiling Poinyt (13 de Maio de 2015)
- Carl diz que se se sentiu inconfortável durante a luta, algo que "nunca lhe aconteceu antes." Lambert diz que Carl era o último cara de que ele esperava ouvir isso. Conan Silveira tenta investigar a motivação dos lutadores e Steve Montgomery liga sua motivação e espírito de luta à isso, citando que ele está sem medo de perder e isso irá adicionar a ele mais "fogo." Os treinadores acreditam que essa é a atitude certa para a equipe. Depois, Montgomery é escolhido para lutar em seguida.
- Robinson e o resto dos treinadores da Blackzilians visitam seus lutadores na casa. Eles especulam que Nathan Coy ser um possível rival de e Jorge Santiago acredita que Carrington Banks poderia ser uma boa escolha para enfrentá-lo, mas Robinson não tem certeza disso. Apesar disso, eles todos chegam a conclusão de escolher Banks para a luta, mesmo que ele tenha menos experiência do que a maioria dos lutadores e ainda não lutou.
- A calma na casa é subitamente quebrada por um grito pedindo por ajuda no segundo andar. O acontecido era que Montgomery esta tendo uma convulsão, que assusta todos os seus companheiros de equipe enquanto tentam ajudá-lo. A emergência foi chamada e eles o transferem para um hospital para melhor avaliação.
- Lambert e Silveira tentam descobrir o que aconteceu com Montgomery o impossibilitará de lutar. Eles acreditam que o adversário seja Banks ou Jackson. Eles especulam escolher Coy ou Homasi, em caso de substituição.
- Homasi comenta que além de lutar, ele também é um "entretenimento para as mulheres."
- Montgomery volta do hospital acompanhado de Lambert. Ele comenta que a sua convulsão foi por ter bebido muita água sem ingerir nenhum eletrólito. Apesar de não ter sequelas, ele foi forçado a deixar a competição. Ele diz que está mais desapontado do que ele fez com sua própria equipe do que o que fez com ele mesmo. White então promete a ele uma chance no UFC se ele se manter saudável.
- Carrington Banks derrotou Sabah Homasi por decisão após três rounds.
- Homasi e seus treinadores estão todos chocados com o resultado. Lambert nota que ficou desapontado com as performances anteriores, esse não foi o caso de Homasi.

Episódio 5: Battle Wounds (20 de Maio de 2015)
- Anthony Johnson faz uma visita a Carrington Banks na noite após a luta e lhe dá alguns conselhos sobre o futuro.
- Na mesma noite, Sabah Homasi compartilha sua opinião sobre sua performance e como sentia que a vitória havia sido roubada.
- Tyrone Spong incentiva os Blackzilians para manter a boa performance, mas os lembra que a competição ainda tem um longo caminho e ele gostaria de vê-los finalizando seus oponentes.
- A ATT concorda com unanimidade que Hayder Hassan é a melhor opção no momento para trazer a primeira vitória. Enquanto isso, a Blackzilians escolhe Andrews Nakahara.
- Hassan confronta Jason Jackson, a quem ele acredita que tenha espalhado um rumor que Hassan é um lutador sujo. Eles lutaram em Outubro de 2013, com Hassan vencendo por nocaute técnico no terceiro round. Jackson, que tem dreadlocks, diz que a luta foi terminada quando Hassan agarrou seu cabelo.
- Isso acrescenta uns gritos na cozinha, terminando com Hassan dizendo que ele irá repetir a performance novamente no Octógono se tiver a chance.
- A ATT sai da casa e vão a pesagem oficial sem um membro, Michael Graves, que ainda está dormindo. O que se tornou um segmento recorrente, os companheiros se mostram preocupados com o comportamento de Graves, que parece estar bebendo regularmente desde que perdeu na primeira semana. Isso atrai ira de todos os lutadores da equipe, e também de Dan Lambert, que diz estar desapontado na decisão que Graves tomou. Nathan Coy diz que Graves devia pedir para deixar a casa se seu comportamento não melhorar.
- Graves chega atrasado no dia e imediatamente recebe uma bronca de seus companheiros. Dana White também critica Graves e questiona sua dedicação à competição.
- Hayder Hassan derrota Andrews Nakahara por nocaute técnico (socos) no primeiro round. O tempo oficial é de 48 segundos.

Episódio 6: Fight Through the Pain (27 de Maio de 2015)
- No vestiário, emoções estão em alta, após a vitória de Hayder Hassan dar a ATT sua primeira vitória na competição. Enquanto isso, Andrews Nakahara lhe dá com o fato de ser o primeiro lutador da Blackzilians a perder uma luta.
- A Blackzilians discute suas opiniões, incluindo Vicente Luque e Luiz Firmino, que será o primeiro lutador a lutar duas vezes na casa. Eles eventualmente escolhera a primeira opinião, Jason Jackson.
- Antes de anunciar a escolha, os técnicos fazem um discurso sobre a fome de vitória dos lutadores, afirmando que Jackson parece ser o lutador com mais vontade de vencer no momento.
- Enquanto isso, a ATT foca em seus dois últimos lutadores sem lutar: Nathan Coy e Marcelo "Grilo" Alfaya, escolhendo o último.
- Após a pesagem, os técnicos da ATT assistem vídeos de Jackson e acrescentam um conhecimento da luta com o adversário anterior de Jackson: Hayder Hassan.
- Jason Jackson derrotou Marcelo Alfaya por decisão majoritária (19-19, 20-18 e 20-18) após dois rounds.
- Dan Lambert e os treinadores da ATT expressam frustração com Alfaya, especialmente devido a sua maior experiência. Lambert diz que após luta, Alfaya o disse que estava poupando energia no primeiro round. Essa afirmação fez o desejo de Lambert que havia dito antes da luta, que o queria para lutar em seguida.
- Dana White revela outra alteração na temporada. No próximo episódio, ambas ATT e Blackzilians terão a oportunidade de derrubar dois lutadores da equpe e substituí-los.

Episódio 7: Eyes on the Prize (3 de Junho de 2015)
- Os treinadores da ATT ainda estão desapontados com seus lutadores. Conan Silveira exorta-os a aproveitar a oportunidade e ter melhor desempenho. Ele acredita que eles estão perdendo uma grande chance com performances ruins. Ele também diz a eles para ouvirem mais os treinadores.
- Andrews Nakahara da Blackzilians, que sofreu uma derrota por nocaute para Haydar Hassan no quinto episódio, está em suspensão médica por 30 dias pela Comissão de Boxe do Estado da Florida. Isso essencialmente o desqualifica do resto da temporada, e os treinadores o contam a devastadora notícia. Chorando e desapontado, Nakahara aceita a situação e promete que irá voltar mais forte. Os técnicos decidem substituí-lo por Alexandre "Pulga" Pimentel.
- A ATT opta para fazer uma substituição, também. Com a capacidade de alternar até dois lutadores, os treinadores decidem fazer apenas uma mudança. Eles tiram Steve Montgomery, que está sob suspensão médica, e Cristiano "Soldado" Souza o substitui.
- A comissão técnica da ATT sobre qual lutador irá representar a equipe na próxima luta. O veterano Nathan Coy está sendo requisitado para a oportunidade. Com  36 anos está entre os atletas mais velhos e mais experientes da equipe. Ele já lutou no Strikeforce, MFC e Bellator MMA durante sua carreira, mas nunca lutou no octagon do UFC.
- A Blackzilians espera que Coy será a escolha da ATT e debatem em qual lutador vão escolher para enfrentar o veterano. O treinador Rashad Evans menciona Vicente Luque e as pessoas restantes concordam com a escolha.
- Vicente Luque derrotou Nathan Coy por finalização (anaconda choke) aos 2:26 do terceiro round.
- Coy ficou chorando e abatido com a derrota, agora a Blackzilians tem a vantagem de 200 a 50 pontos e mantem a vantagem de mandante.
- Dana White então disse que Dan Lambert irá ter que fazer uma desesperada mudança de estratégia ou a temporada estará acabada para a ATT.

Episódio 8: Lightning Strikes Twice (10 de Junho de 2015)

## Torneio

### Resultados
| Mandante         | Visitante      | Método | Round | Pontos | Notas |
| ---------------- | -------------- | ------ | ----- | ------ | ----- |
| Kamaru Usman     | Michael Graves | DM     | 2     | 25     |       |
| Luiz Buscapé     | Uros Jurisic   | DU     | 2     | 25     |       |
| Valdir Araújo    | Steve Carl     | FIN    | 2     | 25     |       |
| Carrington Banks | Sabah Homasi   | DU     | 3     | 25     |       |
| Andrews Nakahara | Hayder Hassan  | TKO    | 1     | 50     |       |
| Marcelo Alfaya   | Jason Jackson  | DM     | 2     | 50     |       |
| Vicente Luque    | Nathan Coy     | FIN    | 3     | 50     |       |
| Felipe Portela   | Hayder Hassan  | DM     | 2     | 50     |       |
| Steve Carl       | Kamaru Usman   | DU     | 2     | 100    |       |
| Valdir Araújo    | Nathan Coy     | DU     | 2     | 100    |       |
| Michael Graves   | Jason Jackson  | FIN    | 1     | 100    |       |

| DU     |  | Decisão Unânime     |
| DM     |  | Decisão Majoritária |
| DD     |  | Decisão Dividida    |
| FIN    |  | Finalização         |
| (T) KO |  | Nocaute (Técnico)   |

### Pontuação
| Equipes           | Total de pontos |
| ----------------- | --------------- |
| American Top Team | 300             |
| Blackzilians      | 300             |

## Finale
The Ultimate Fighter: American Top Team vs. Blackzilians Finale (também conhecido como The Ultimate Fighter 21 Finale) foi um evento de artes marciais mistas promovido pelo Ultimate Fighting Championship, ocorrido em 12 de Julho de 2015 no MGM Grand Garden Arena em Las Vegas, Nevada.

### Background
O evento era esperado para ter como luta principal a luta de leves entre o ex-campeão WEC & UFC Benson Henderson e Michael Johnson. No entanto, em 15 de Maio, a luta de meio médios entre Jake Ellenberger e Stephen Thompson foi anunciada como luta principal.
A final nos meio médios do The Ultimate Fighter: American Top Team vs. Blackzilians são esperadas para acontecer nesse evento.
Márcio Alexandre Jr. era esperado para enfrentar George Sullivan no evento, no entanto, uma lesão tirou Márcio do evento e foi substituído pelo estreante Dominic Waters.

### Card Oficial
Nota 1 Final do The Ultimate Fighter: American Top Team vs. Blackzilians.

## Bônus da Noite
- Luta da Noite: Não houve nenhuma luta premiada com esse bônus.
- Performance da Noite:  Stephen Thompson,  Kamaru Usman,  Jorge Masvidal e  Josh Samman